# ОФГ Разград
ОФГ Разград е дивизия, в която играят отбори от област Разград. Разделена е на източна подгрупа и западна подгрупа. Победителите в двете групи играят финал за шампион на "А" ОГ Разград, а заелите второ място в двете групи - финал за 3-то място.

## Източна подгрупа
Сезон 2022/23 трябва да започне с 8 отбора, но преди началото на сезона Вихър (Завет) се отказва от участие.

### Отбори 2022/23
- Адаспорт (Острово)
- Бенковски 2016 (Исперих)
- Дянково сити (Дянково)
- Златен лист (Точилари)
- Кубрат 2016 (Кубрат)
- Стрела (Тодорово)
- Челси (Брестовене)

## Западна подгрупа
През сезон 2022/23 в лигата играят 8 отбора.

### Отбори 2022/23
- Бели Лом 2015 (Дряновец)
- Вихър (Лозница)
- Вълци (Владимировци)
- Локомотив 2019 (Самуил)
- Миньор 2012 (Сеново)
- Мортагоново (Мортагоново)
- Спортист (Пороище)
- Челси (Брестовене)